# Rick Rozie
Edward „Rick“ Rozie (* um 1944) ist ein amerikanischer Kontrabassist, der sowohl im Jazz als auch in der Klassik hervorgetreten ist.

## Leben und Wirken
Rozie, der in East Hartford aufwuchs, begann mit fünf Jahren mit dem Klavierspiel, bevor er ans Schlagzeug wechselte. Auf der Highschool wurde er Kontrabassist und spielte im Schulorchester. An der Hartt School erhielt er Unterricht durch Bertram Turetzky, William Rhein und Orin O’Brien.
Er spielte seit 1968 im Kansas City Philharmonic. Zwischen 1977 und 1983 lehrte Rozie Kontrabass am Konservatorium von Hartford und an der University of Connecticut. Dann war er an der Hartt School als Adjunct Professor tätig und unterrichtete Jazzbass.
Mit seinem Bruder Lee Rozie und Rashied Ali bildete er das Trio Afro Algonquin, das auch in Deutschland gastierte. In den folgenden Jahren spielte er u. a. im Quartett von James Newton und Anthony Davis. 1982 gastierte er auf dem Vokal Summit im Rahmen des SWF New Jazz Meeting als Begleiter von Lauren Newton, Urszula Dudziak, Jeanne Lee, Jay Clayton und Bobby McFerrin (Album Sorrow Is Not Forever – Love Is). Im Bereich des Jazz war er zwischen 1978 und 1995 an 14 Aufnahmesessions beteiligt. Unter anderem ist er auch auf Alben von Allan Jaffe, dem World Bass Violin Ensemble, Jay Hoggard, Chico Freeman und Andrea Bocelli zu hören. Seit mehr als 30 Jahren gehört er dem Hartford Symphony Orchester an, wo er der Prinzipal der Bassisten ist.

## Diskographische Hinweise
- Afro Algonquin (Moers Music, 1980)
- Barry Altschul: For Stu (Soul Note 1981, mit Ray Anderson, Anthony Davis)
- Muhal Richard Abrams Orchestra Rejoicing with the Light (Black Saint 1983)
- James Newton: Romance and Revolution (Blue Note Records 1987)
- Mixashawn and Word Out: Jazz in the Wilde (1995), mit Lee Rozie, Billy Arnold